# Asdrúbal Fontes Bayardo
Asdrúbal Esteban Fontes Bayardo (Pan de Azúcar, 26 dicembre 1922 – Montevideo, 9 luglio 2006) è stato un pilota automobilistico uruguaiano.

## Carriera
Negli anni cinquanta partecipò al Campionato Formula Libre in Argentina. Vinse la prima gara assoluta della categoria a Montevideo nell'ottobre 1956 e replicò nel novembre 1957 sul Circuito di Interlagos conducendo una Maserati 4CLT con motore Chevrolet.
Iscrittosi al Gran Premio di Francia 1959 con la sua Maserati della Scuderia Centro Sud non riuscì a qualificarsi per la gara.
Nel 1960 tornò in Uruguay e aprì una concessionaria d'auto General Motors in diverse città. Successivamente lavorò per la BSE, una delle maggiori banche uruguaiane.

## Risultati in Formula 1
| 1959 | Scuderia            | Vettura       |  |  |  |    |  |  |  |  |  |  |  | Punti | Pos. |
| ---- | ------------------- | ------------- |  |  |  | -- |  |  |  |  |  |  |  | ----- | ---- |
| 1959 | Scuderia Centro Sud | Maserati 250F |  |  |  | NQ |  |  |  |  |  |  |  | 0     |      |

| Legenda | 1º posto     | 2º posto | 3º posto    | A punti         | Senza punti/Non class.  | Grassetto – Pole position Corsivo – Giro più veloce |
| Legenda | Squalificato | Ritirato | Non partito | Non qualificato | Solo prove/Terzo pilota | Grassetto – Pole position Corsivo – Giro più veloce |